# Ferdinando Provesi
Ferdinando Provesi (segle xviii - xix) va ser un dels primers tutors de Giuseppe Verdi, considerat com un dels més grans compositors de l'òpera italiana. Provesi, natural de Parma, Itàlia, va començar a ensenyar a Verdi el 1824, quan era el mestre de música en la catedral de Busseto (una localitat propera al llogaret on va néixer Verdi).